# Auguste Castille
Auguste Jean Baptiste Castille (Elbeuf, 12 maggio 1883 – Sotteville-lès-Rouen, 17 settembre 1971) è stato un ginnasta francese.
Partecipò ai Giochi olimpici del 1900 di Parigi e ai Giochi olimpici del 1908 di Londra. In entrambe le occasioni disputò la gara di esercizi combinati. Castille arrivò trentacinquesimo nell'Olimpiade parigina mentre nell'Olimpiade londinese non si classificò.